# 護軍都尉
護軍都尉（ごぐんとい）は、古代中国の官職である。
秦の官を引き継いだものとされ、前漢の武帝の元狩4年（紀元前119年）に大司馬に所属するようになった。
成帝の綏和元年（紀元前8年）に、丞相司直が丞相府に所属するように大司馬府に所属するようになった。哀帝の元寿元年（紀元前2年）に司寇と改称した。平帝の元始元年（1年）に護軍と改称した。
王莽が新を開き官制を改めると、大司徒の属官として大司徒司直、大司空の属官として大司空司若、大司馬の属官として大司馬司允が置かれており、護軍の称は消えている。
後漢では置かれていない。